# Assel (Drochtersen)
Assel ist ein Ortsteil der Gemeinde Drochtersen im niedersächsischen Landkreis Stade.

## Geografie
Der Ort liegt südöstlich des Kernbereichs von Drochtersen an der Landesstraße L 111 zwischen Ritsch und Barnkrug. Die Elbe fließt nördlich und bildet hier die Landesgrenze zu Schleswig-Holstein.
Die ehemalige Gemeinde Assel hatte eine Fläche von 42,20 km².
Zusammen mit Krautsand, Ritsch, Drochtersen und Dornbusch wird der Ort Assel durch das Ruthenstromsperrwerk, das im Jahr 1978 in Betrieb genommen wurde, vor dem Hochwasser der Elbe geschützt.
Nördlich liegt das 632 ha große Naturschutzgebiet Asseler Sand.
Ein kleiner Teil von Assel im östlichen Bereich wird auch Wethe genannt.

## Kultur und Sehenswürdigkeiten
- Die Kirche St. Mauritius und Martin in der Ortsmitte wurde Mitte des 16. Jahrhunderts auf den Resten der Vorgängerkirche von 1141 errichtet.[2]
- Auf dem Gelände vor der Kirche befinden sich mehrere Gefallenenehrenmale.[3]
- Nahe der Kirche befindet sich das Heimatmuseum von Assel.[4]

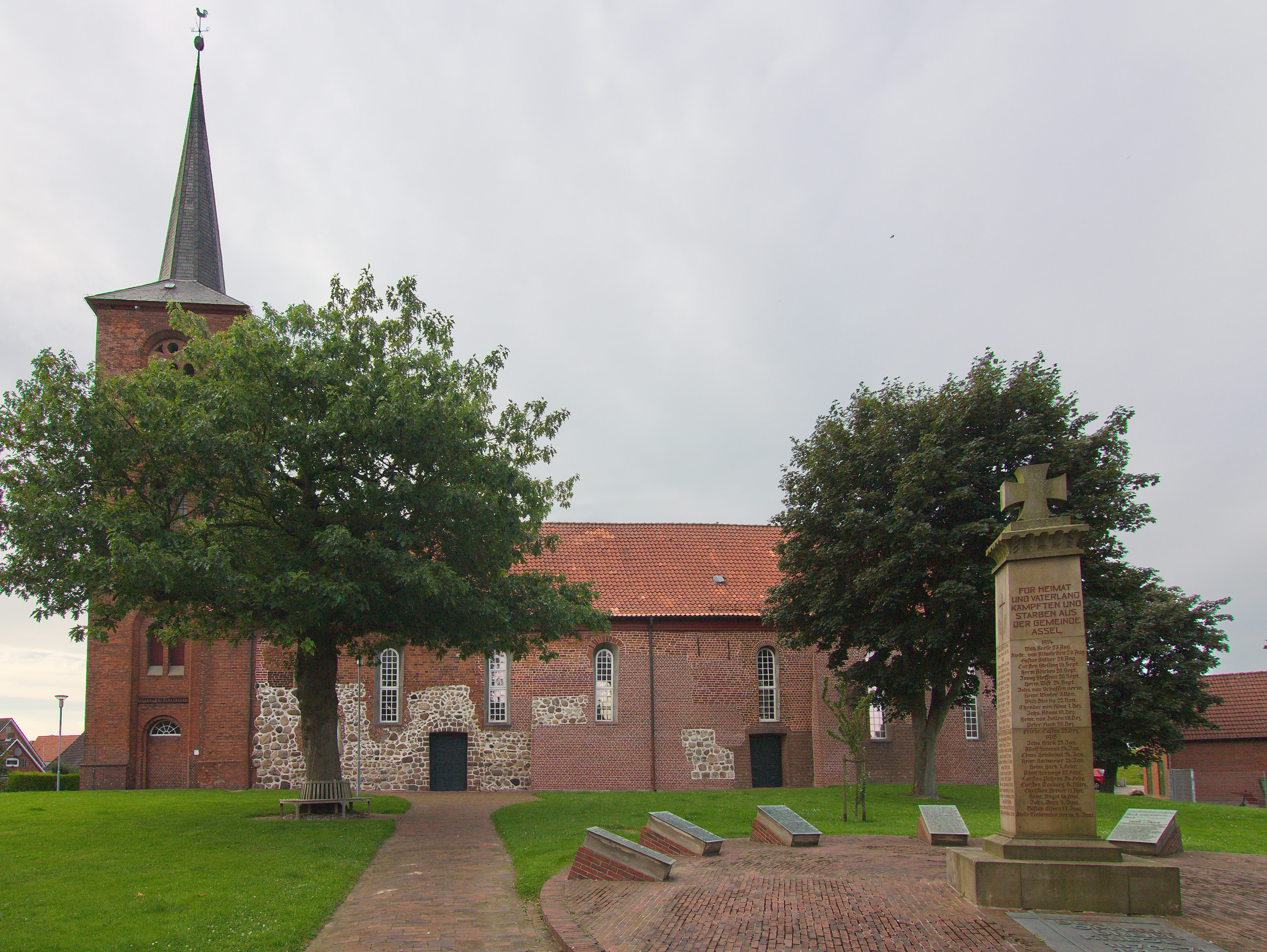
St.-Martin-Kirche zu Assel
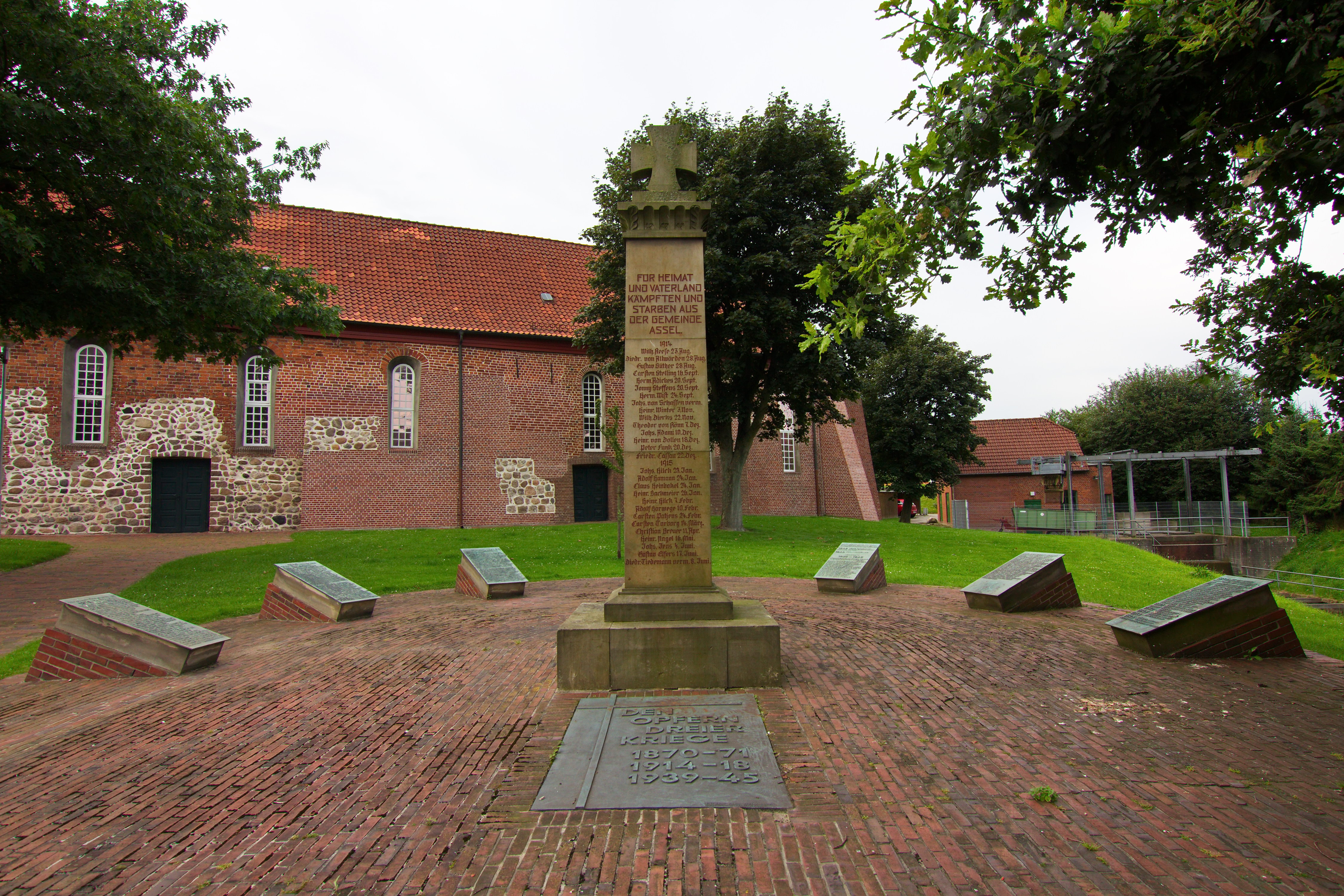
Kriegerdenkmal
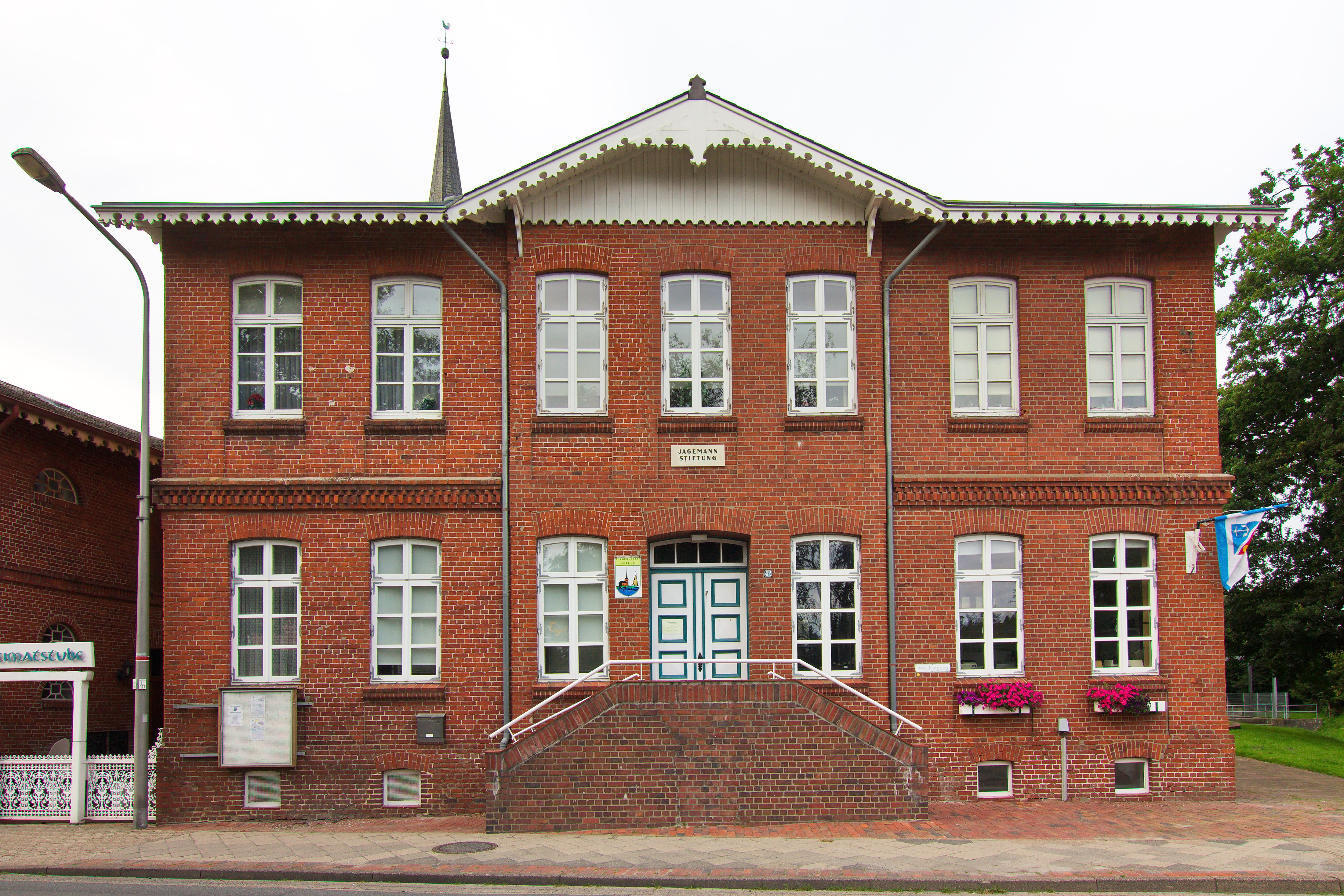
Heimatmuseum

## Wirtschaft und Infrastruktur

### Unternehmen
Im Ort ist ein Lebensmittel-Großhändler an der Landesstraße L111 ansässig. Der Laden ist derzeit, aufgrund eines Brandschadens, bis auf weiteres geschlossen.

### Bildung
In Assel befindet sich eine Grundschule. Die Schule Assel wurde an der heutigen Stelle am 12. August 1969 bezogen. Ab 1974/75 hieß die Schule Grund- und Hauptschule Assel, nachdem die letzte Volksschulklasse entlassen worden war. Zum Schuljahr 1978/79 wurde die Hauptschule nach Drochtersen verlagert. Seitdem wird die Schule Assel als Grundschule geführt.

### Sport
Der Fußballverein SV Drochtersen/Assel ist eine 1977 gegründete Spielvereinigung aus den Vereinen TVG Drochtersen und VTV Assel und spielt seit der Saison 2015/16 in der viertklassigen Regionalliga Nord. Die Heimspiele werden im Kehdinger Stadion (3000 Plätze) in Drochtersen ausgetragen.

### Verkehr
Im Ortskern befindet sich im Asseler Schleusenfleth (Außentief) ein kleiner Sportboot-Hafen samt Slipanlage. Der Sportboot-Hafen wird über den in nordwestlich fließenden Ruthenstrom mit der Elbe verbunden. Der Haltepunkt Assel lag an der Kehdinger Kreisbahn.
Durch den Ort führen vier Buslinien der KVG Stade.